# Vlad (bande dessinée)
Pour les articles homonymes, voir Vlad.
Vlad est une série de bande dessinée d'aventure créée par le scénariste Yves Swolfs et le dessinateur Griffo.
Publiée dans la collection « Troisième vague » du Lombard entre 2000 et 2006, cette série met en scène un mercenaire russe éponyme qui, en cherchant à récupérer un héritage, se retrouve à prévenir une troisième guerre mondiale.

## Synopsis
Dans le futur proche, Vlad Zolkoff, ex-officier de l'Armée russe, est devenu mercenaire dans une Russie en pleine déliquescence. Pour toucher son héritage, il doit retrouver son frère qu'il a perdu de vue, ce qui va l'entraîner dans un long périple. 
Sa route sera parsemée de nombreux obstacles : les comploteurs aux trousses de son frère, les garde-chiourme d'un camp de travail où sont pratiquées des expériences médicales.
Il se retrouve dans un vaste complot visant à créer des guerres généralisées à travers l'Eurasie pour le profit de quelques industriels et investisseurs.

## Albums
1. Igor, mon frère, 2000  (ISBN 2-8036-1499-5).
2. Le Maître de Novijanka, 2001  (ISBN 2-8036-1629-7).
3. Zone Rouge, 2001  (ISBN 2-8036-1734-X)[1]
4. Dernière Issue, 2002  (ISBN 2-8036-1762-5)[2].
5. Taïga, 2003  (ISBN 2-8036-1879-6).
6. Opération déluge, 2004  (ISBN 2-8036-1990-3)[3].
7. 15 novembre, 2006  (ISBN 2-8036-2088-X).